# NGC 3463
NGC 3463 este o emission-line galaxy⁠(d) situată în constelația Hidra. A fost descoperită în 26 martie 1835 de către John Herschel. Se află la o distanță de 67,3 de megaparseci de Pământ.